# Stesilea
Stesilea is een kevergeslacht uit de familie van de boktorren (Cerambycidae). De wetenschappelijke naam van het geslacht werd voor het eerst geldig gepubliceerd in 1865 door Pascoe.

## Soorten
Stesilea omvat de volgende soorten:
- Stesilea tuberculata Nonfried, 1894
- Stesilea borneotica Breuning & de Jong, 1941
- Stesilea celebensis Breuning, 1962
- Stesilea gracilis Breuning, 1938
- Stesilea inornata Pascoe, 1865
- Stesilea laevifrons Breuning, 1943
- Stesilea prolata Pascoe, 1865
- Stesilea truncata Breuning, 1962